# 人情噺
人情噺（にんじょうばなし）とは、落語の演目の中のひとつのカテゴリである。一般には親子や夫婦など人間の情愛を描いた噺を指しており、「大ネタ」と呼ばれる長い噺が多い。人情噺を最初に演じたのは朝寝房夢羅久だといわれている。

## 概説
落語は、狭義ではサゲを伴う「落とし噺」（滑稽噺）と理解されることもあるが、実際の演目には人情噺、怪談噺なども含まれる。ただし、その人情噺の定義も広義と狭義とに分かれる。
3代目桂米朝は自著『落語と私』において人情噺の定義をかなり狭く捉えており、講談などにおける「世話物」（町人の世界を題材とするカテゴリ。武家を扱った「時代物」に対する）を、講談のように説明口調で口演するのではなく、（登場人物になりきって）感情を入れながら喋るもので、一席では口演し切れない長編が多いとしている。つまり、米朝は「人情噺」を町人世界を描いたサゲの存在しない噺と定義し、サゲのある「落とし噺」と区別しているのである。
広義の「人情噺」においては、構成は落とし噺同様マクラ、本題、サゲから成り、一席で完結するものも含まれる。題材は（米朝見解による）狭義の人情噺同様、町人の世界を舞台にするが、親子愛、夫婦の情愛、江戸っ子ないしは浪花っ子の人情、身分違いの悲恋など情に訴えるものを扱い、おかし味だけでなく感銘を受けるストーリーの展開になっている。くすぐりやサゲで笑いを取るが、全体的にはほろりとさせられる噺である。また、なかには『笠碁』のように、飾り気のない、人のどうしようもない感情を存分に描く、一風変わった作品もある。
明治期に東京から大阪に移った2代目三遊亭圓馬と5代目翁家さん馬が人情噺を上方で演じ、伝えた。

## 代表的古典作
代表的な演目には、サゲのないものでは続き物の長編が『牡丹燈籠』（一般には怪談噺に位置付けられる）、『塩原多助一代記』、『真景累ヶ淵』、『安中草三』、『双蝶々』、『ちきり伊勢屋』、『業平文治』、『怪談乳房榎』、『お富与三郎』、一席物は『文七元結』、『三井の大黒』、サゲのあるものでは『芝浜』、『子別れ』（『子は鎹』はその後編）、『紺屋高尾』、『唐茄子屋政談』（上方の『南京屋政談』）、『お直し』、『鼠穴』、『富久』、『火事息子』、『柳田格之進』、『鰍沢』などがある。

## 近年作
昭和には有崎勉（初代柳家金語楼）作『ラーメン屋』、3代目桂米朝作『一文笛』、平岩弓枝作『笠と赤い風車』などの新作人情噺が創作された。この動きは平成になっても3代目三遊亭圓丈らにより受け継がれている。
近年では、6代目三遊亭圓生、5代目古今亭志ん生、初代林家彦六がそれぞれ人情噺の名人とされた。また5代目古今亭今輔も新作派と目されていたが、レベルの高い人情噺を演じていた。近年では桂歌丸、立川談志、5代目三遊亭圓楽がそれぞれ人情噺を得意としている。